# ساركوما ليفية مخاطية
الساركوما الليفية المخاطية، نوع نادر من الأورام، إلا أنها واحدة من أكثر ساركومات الأنسجة الرخوة شيوعًا، وهي أورام سرطانية تتطور في الأنسجة الرخوة للأفراد المسنين عادةُ. صُنفت في البداية على أنها نوع من أورام المنسجات وسُميت ورم المنسجات الليفي أو النمط المخاطي لورم المنسجات الليفي الخبيث، أطلق أنغرفال وآخرون على هذا الورم تسمية الساركوما الليفية المخاطية في عام 1977. في عام 2020، صنفت منظمة الصحة العالمية الساركوما الليفية المخاطية على أنها ورم منفصل ومتميز في فئة الأورام الليفية الخبيثة والأورام الليفية العضلية الخبيثة.
تعالج الساركوما الليفية المخاطية عن طريق الاستئصال الجراحي عادةً، إلا أنها كثيرة النكس في مواقع استئصالها. قد تتكرر حالات النكس الموضعي التي يتبعها الاستئصال الجراحي المتكرر ولكن الورم يترقى من درجة أدنى إلى درجة أعلى وأكثر عدوانية، وينتشر ويصبح مهددًا للحياة. يوجد نمط غير شائع من الساركوما الليفية يدعى الساركوما الليفية المخاطية الظهارانية يتميز بأنه يتبع مسارًا أكثر عدوانية ونكسًا وانتشارًا وتهديدًا للحياة.

## المظهر السريري
تصيب الساركوما الليفية المخاطية عادةً الأفراد في العقود الخامسة إلى السابعة من العمر وتظهر حالات لدى البالغين خارج هذه الفئة العمرية. في إحدى الدراسات الكبيرة، شُخصت الساركوما الليفية المخاطية لدى أفراد تتراوح أعمارهم بين 21 و96 عامًا (متوسط 66 عامًا). وشُخصت معظم الدراسات الإصابة بالساركوما الليفية المخاطية لدى الرجال أكثر قليلًا من النساء، ولكن دراسة كبيرة أجريت في فرنسا وجدت أن هذا الورم الخبيث أكثر انتشارًا بين الرجال بنسبة 50%. تظهر الإصابات بالساركوما الليفية المخاطية على هيئة ورم في الأطراف (في 77% من الحالات، عادة في أحد الطرفين السفليين)، والجذع (في 12% من الحالات)، والرأس والرقبة (في 3% من الحالات). نادرًا ما تظهر هذه الأورام في الثدي والقلب ومنطقة الخصية (داخل كيس الصفن بما في ذلك البربخ والحبل المنوي وأغلفته) والعين والعظام والكبد أو في مواقع متعددة في وقت واحد. شُخصت أورام بدئية في تجويف البطن أو خلف البريتوان أو في الحوض على أنها ساركوما ليفية مخاطية ولكن الدراسات الأكبر أشارت إلى أن هذه الأورام أكثر ميلًا لأن تكون ساركوما شحمية غير متمايزة. عادة ما تتطور الساركوما الليفية المخاطية على شكل كتل غير مؤلمة تنمو ببطء في العضلات أو الجلد (عادة تحت اللفافة، وهي طبقة من النسيج الضام، تتكون بنسبة كبيرة من الكولاجين، توجد تحت الجلد)، أو في إحدى المناطق غير الجلدية الموصوفة أعلاه. في دراسة أجريت على 69 حالة، كانت 36 من هذه الأورام دون 5 سم قطرًا، و23 ورمًا بين 5 و10 سم، و19 حالة بقطر أكبر من 10 سم بلغ قطر أكبرها 27 سم. ترتشح الساركوما الليفية المخاطية في الأوعية الدموية واللفافة، وتُزال إزالة غير تامة من خلال الجراحة، لذا تنكس في موقع الجراحة. تطورت حالات النكس في موقع الجراحة لدى 16% إلى 57% من المرضى مع ظهور النكس المتكرر لدى (25% -52%). في إحدى الدراسات، تطورت حالات النكس بعد شهرين إلى 82 شهرًا (متوسط 53 شهرًا) بعد الجراحة الأولى وتطورت النقائل لدى 23% من المرضى في غضون شهرين إلى 77 شهرًا (متوسط 10 أشهر) بعد الجراحة الأولى. تميل الأورام المتكررة إلى أن تكون أكثر عدوانية ولها ميل أكبر بكثير للانتشار مقارنةً بأورام الساركوما الليفية المخاطية البدئية. في إحدى الدراسات، كُشفت النقائل في 23% من المرضى وحدثت بعد 10 أشهر (2-77 شهرًا) بعد استئصال الورم الرئيسي. في مراجعة لدراسات متعددة، وُجد أن خطر الإصابة بالنقائل في الأورام من الدرجة المنخفضة أقل من 5% وفي الأورام ذات الدرجة الأعلى بين 25-30%. تنتقل الساركوما الليفية المخاطية بشكل شائع إلى الرئتين والعظام والعقد اللمفاوية.